# Zou (departamento)
Zou é um dos doze departamentos do Benim. O departamento obtém seu nome do Rio Zou que viaja através do departamento antes de desaguar no Atlântico, no sul do país. 

## Comunas
- Abomey
- Abgangnizoun
- Bohicon
- Covè
- Djidja
- Ouinhi
- Za-Kpota
- Zangnanado
- Zogbodomey

## Demografia
| 2002   | 2013   | Taxa de variação intercensitária |
| 599954 | 851580 | 3,15%                            |